# Veress Samu
Veress Samu (Nagysajó (Beszterce-Naszód megye), 1857. április 24. – Rimaszombat, 1932. december 25.) költő, irodalomtörténész, bölcseleti doktor, protestáns főgimnáziumi tanár.

## Élete
1878-ban mint egyetemi hallgatót besorozták és részt vett Bosznia okkupációjában. 1882-ben nyert tanári oklevelet magyarból és bölcseletből. 1884-ben a rimaszombati egyesült protestáns főgimnáziumban segéd- és néhány hónap múlva rendes tanárnak választatott meg, ahol mint a magyar nyelv és irodalom és a görögpótló irodalom tanára működött.

## Írásai
Versei és cikkei a budapesti és vidéki lapokban jelentek meg. Rimaszombatban átvette a Gömör-Kishont szerkesztését, melybe több évig írt vezérczikkeket, tárczákat, értekezéseket és verseket. Czikkei a rimaszombati egyesült prot. főgymnasium Értesítőjében (1885. A XVIII. század utolsó negyede és egy iránymű: Gvadányi: Peleskei nótárius budai utazása); a Gömör-Kishontban (1888. 50. sz. Fölhívás a Tompa-szobor érdekében, 1902. 24. sz. beszéde a Tompa-szobor leleplezésekor. 1904. 4. sz. Az ízlésről, 1895. 7. sz. Madách «Évá»-ja, 1906. 51. sz. Emlékezés Groó Vilmosra); a rimaszombati protestáns egyesült főgymnasiumi Értesítőjében (1887. Tompa Mihály a forradalom alatt és után); az Eperjesi Lapokban (1910. 39., 40. sz. Mikszáth Kálmán a rimaszombati iskolában 1857-1883); a Pallas Nagy Lexikonába több mint 200 cikket írt; a Magyarország Vármegyéi c. vállalatban (1903) Gömör-Kishont vármegyét és Rimaszombat várost nagyobb részben ismertette.

## Munkái
- Tinódi Sebestyén és kora. Bpest, 1880.
- Költemények. Uo. 1882.
- Gömör Kishont vármegyei közlöny története. Bpest, 1896.
- Petőfi emléke. Rimaszombat, 1899.
- Vörösmarty és a nemzeti átalakulás. Rimaszombat, 1900.
- Tompa Mihály szobrának leleplezése alkalmával. Uo. 1902.
- Petőfi szerelmei, (Cancrinyi Emmától Szendrey Juliáig.) Uo. 1907.

Szerkesztette a Gömör-Kishont vármegyei Közlönyt 1886-90-ig és 1896-ban; szerkeszti a Gömör-Kishont vármegyei Naptárt 1906-tól.

## Jegyzet
1. ↑  Szinnyei József: Magyar írók élete és munkái. Magyar írók élete és munkái  pp. 5200. (Hozzáférés: 2020. október 21.)
2. ↑  http://mek.oszk.hu/00300/00355/html/ABC16241/16688.htm